# Station Montereau
Station Montereau is een spoorwegstation aan de spoorlijn Paris-Gare-de-Lyon - Marseille. Het ligt in de Franse gemeente Montereau-Fault-Yonne in het Franse departement Seine-et-Marne (Île-de-France).

## Geschiedenis
Het station werd op 10 april 1848 door de Compagnie du chemin de fer de Montereau à Troyes geopend bij de opening van de sectie Flamboin-Gouaix - Montereau. Op 3 januari 1849 kreeg het station door de Compagnie des chemins de fer de Paris à Lyon et à la Méditerranée een aansluiting naar Melun bij de opening van de sectie Melun - Montereau. Op 1 juni 1897 kreeg het station een aansluiting op de spoorlijn Corbeil-Essonnes - Montereau.

## Ligging
Het station ligt op kilometerpunt 78,627 van de spoorlijn Paris-Gare-de-Lyon - Marseille, kilometerpunt 93,273 van de spoorlijn Corbeil-Essonnes - Montereau en kilometerpunt 122,677 van de spoorlijn Flamboin-Gouaix - Montereau.

## Diensten
Het station wordt aangedaan door verschillende treinen van Transilien lijn R:
- Treinen tussen Paris-Gare de Lyon en dit station via Melun en Moret.
- Treinen tussen Melun en dit station via Héricy

Verder doen ook verschillende treinen van TER Bourgogne het station aan:
- Tussen Paris-Gare de Lyon en Laroche - Migennes (via Saint-Mammès en via Champagne-sur-Seine)
- Tussen Paris-Bercy en Auxerre-Saint-Gervais

## Vorige en volgende stations
| Richting                                | Vorig station      | Lijn    | Volgend station | Richting |
| --------------------------------------- | ------------------ | ------- | --------------- | -------- |
| Paris-Gare de Lyon (via Melun en Moret) | Saint-Mammès       | Trans R | Eindpunt        | Eindpunt |
| Melun (via Héricy)                      | La Grande-Paroisse | Trans R | Eindpunt        | Eindpunt |